# Stanulus seychellensis
Stanulus seychellensis är en fiskart som beskrevs av Smith, 1959. Stanulus seychellensis ingår i släktet Stanulus och familjen Blenniidae. Inga underarter finns listade i Catalogue of Life.